# 奥伊森海姆
奥伊森海姆是德国巴伐利亚州的一个市镇。总面积56.81平方公里，总人口3192人，其中男性1618人，女性1574人（2011年12月31日），人口密度56人/平方公里。